# درة غبي (بهمئي غرمسيري الشمالي)
درة غبي (بالفارسية: دره گپی) هي قرية تقع في إيران في قسم بهمئي غرمسیري الشمالي الريفي. يقدر عدد سكانها بـ 166 نسمة بحسب إحصاء 2016.